# 24 Horas de Daytona

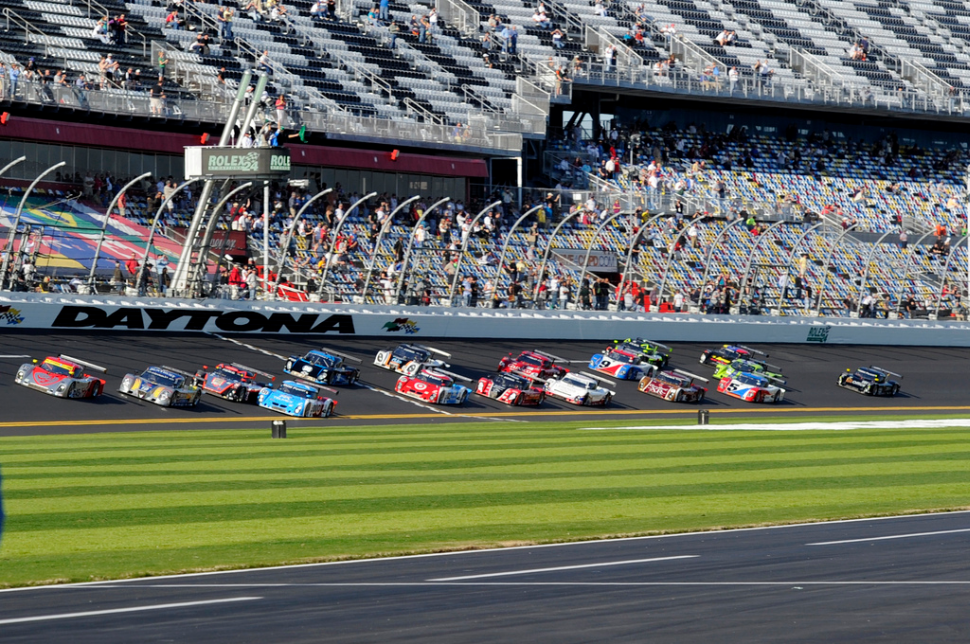
Automóveis nas 24 Horas de Daytona.

As 24 Horas de Daytona, conhecidas atualmente como Rolex 24 at Daytona por razões de patrocínio, é uma corrida de resistência (endurance) de automóveis protótipos e gran turismo realizada em 24 horas anualmente no autódromo de Daytona International Speedway em Daytona Beach, Flórida, Estados Unidos.
É corrido em um circuito combinado de 5.73 km (3.56 mi), utilizando partes do tri-oval da Nascar e um traçado misto interno.
É realizada desde 1962 e é disputada entre o final de janeiro e o início de fevereiro. Desde 2006 a prova foi antecipada em uma semana (em janeiro) devido ao adiamento do Super Bowl também por uma semana (em fevereiro) que tinha acontecido alguns anos antes.
Em 1962 e 1963, pouco depois da inauguração do circuito, foram realizadas duas corridas de três horas neste circuito. Em 1964 e 1965, o formato foi modificado para 2000 km, o dobro que os 1000 km de Monza, 1000 km de Nürburgring e 1000 km de Spa-Francorchamps, três das corridas similares mais importantes da época. O formato de 24 horas passou a ser utilizado desde a edição de 1965, com exceção de 1972, quando a duração foi reduzida a seis horas devido a crise do petróleo.
As 24 horas de Daytona fizeram parte do Campeonato Mundial de Resistência, do Campeonato IMSA GT, Rolex Sports Car Series e atualmente da WeatherTech SportsCar Championship.
Porsche é a marca mais vitoriosa nesta corrida com 22 conquistas, seguida de Ferrari, Ford e Lexus com cinco, quatro e três vitórias respectivamente. O piloto com mais vitórias é Hurley Haywood, que venceu nas edições de 1973, 1975, 1977, 1979 e 1991. Outro piloto com resultados de prestígio é Juan Pablo Montoya, que venceu nas edições de 2007, 2008 e 2013, sendo um dos poucos a ganhar esta prova consecutivamente.

## Vencedores à Geral

### 1000 km
| Ano  | Data    | Pilotos                       | Equipa           | Carro           | Pneus | Carro # | Distância | Competição                    |
| ---- | ------- | ----------------------------- | ---------------- | --------------- | ----- | ------- | --------- | ----------------------------- |
| 1959 | Abril 5 | Roberto Mieres Anton von Döry | Antonio von Dory | Porsche 718 RSK | G     | 86      | 1000 km   | USAC Road Racing Championship |

### 3 Horas
| Ano  | Data         | Pilotos         | Equipa                     | Carro                     | Pneus | Carro # | Distância  | Competição                                       |
| ---- | ------------ | --------------- | -------------------------- | ------------------------- | ----- | ------- | ---------- | ------------------------------------------------ |
| 1962 | Fevereiro 11 | Dan Gurney      | Frank Arciero              | Lotus 19B-Coventry Climax | G     | 96      | 502.791 km | Campeonato Internacional para Construtores de GT |
| 1963 | Fevereiro 17 | Pedro Rodríguez | North American Racing Team | Ferrari 250 GTO           | G     | 18      | 494.551 km | Campeonato Internacional para Construtores de GT |

### 2000 km
| Ano  | Data         | Pilotos                   | Equipa                     | Carro           | Pneus | Carro # | Competição                                       |
| ---- | ------------ | ------------------------- | -------------------------- | --------------- | ----- | ------- | ------------------------------------------------ |
| 1964 | Fevereiro 16 | Pedro Rodríguez Phil Hill | North American Racing Team | Ferrari 250 GTO | G     | 30      | Campeonato Internacional para Construtores de GT |
| 1965 | Fevereiro 28 | Ken Miles Lloyd Ruby      | Shelby-American Inc.       | Ford GT40       | G     | 73      | Campeonato Internacional para Construtores de GT |

### 24 Horas (1966–1971)
| Ano  | Data                    | Pilotos                                                             | Equipa                      | Carro                    | Pneus | Carro # | Distância   | Competição                                                                              |
| ---- | ----------------------- | ------------------------------------------------------------------- | --------------------------- | ------------------------ | ----- | ------- | ----------- | --------------------------------------------------------------------------------------- |
| 1966 | Fevereiro 5 Fevereiro 6 | Ken Miles Lloyd Ruby                                                | Shelby-American Inc.        | Ford GT40 Mk. II         | G     | 98      | 4157.222 km | Campeonato Internacional para Sport-Protótipos Campeonato Internacional para Sports Car |
| 1967 | Fevereiro 4 Fevereiro 5 | Lorenzo Bandini Chris Amon                                          | SpA Ferrari SEFAC           | Ferrari 330 P4           | F     | 23      | 4083.646 km | Campeonato Internacional para Sport-Protótipos Campeonato Internacional para Sports Car |
| 1968 | Fevereiro 3 Fevereiro 4 | Vic Elford Jochen Neerpasch Rolf Stommelen Jo Siffert Hans Herrmann | Porsche System Engineering  | Porsche 907LH            | D     | 54      | 4126.567 km | Campeonato Internacional para Construtores                                              |
| 1969 | Fevereiro 1 Fevereiro 2 | Mark Donohue Chuck Parsons                                          | Roger Penske Sunoco Racing  | Lola T70 Mk.3B-Chevrolet | G     | 6       | 3838.382 km | Campeonato Internacional para Construtores                                              |
| 1970 | Janeiro 31 Fevereiro 1  | Pedro Rodríguez Leo Kinnunen Brian Redman                           | J.W. Engineering            | Porsche 917K             | F     | 2       | 4439.279 km | Campeonato Internacional para Construtores                                              |
| 1971 | Janeiro 30 Janeiro 31   | Pedro Rodríguez Jackie Oliver                                       | J.W. Automotive Engineering | Porsche 917K             | F     | 2       | 4218.542 km | Campeonato Internacional para Construtores                                              |

### 6 Horas
| Ano  | Data        | Pilotos                   | Equipa            | Carro         | Pneus | Carro # | Distância   | Competição                           |
| ---- | ----------- | ------------------------- | ----------------- | ------------- | ----- | ------- | ----------- | ------------------------------------ |
| 1972 | Fevereiro 6 | Mario Andretti Jacky Ickx | SpA Ferrari SEFAC | Ferrari 312PB | F     | 2       | 1189.531 km | Campeonato Mundial para Construtores |

### 24 Horas (1973– )
| Ano   | Data                    | Pilotos                                                                                                   | Equipa                                   | Carro                           | Pneus             | Carro #           | Distância         | Competição                                                |
| ----- | ----------------------- | --- | ---------------------------------------- | ------------------------------- | ----------------- | ----------------- | ----------------- | --------------------------------------------------------- |
| 1973  | Fevereiro 3 Fevereiro 4 | Peter Gregg Hurley Haywood                                                                                | Brumos Porsche                           | Porsche Carrera RSR             | G                 | 59                | 4108.172 km       | Campeonato Mundial para Construtores                      |
| 1974  | Não foi realizada       | Não foi realizada                                                                                         | Não foi realizada                        | Não foi realizada               | Não foi realizada | Não foi realizada | Não foi realizada | Não foi realizada                                         |
| 1975  | Fevereiro 1 Fevereiro 2 | Peter Gregg Hurley Haywood                                                                                | Brumos Porsche                           | Porsche Carrera RSR             | G                 | 59                | 4194.015 km       | Campeonato Mundial para Construtores IMSA GT Championship |
| 1976  | Janeiro 31 Fevereiro 1  | Peter Gregg Brian Redman John Fitzpatrick                                                                 | BMW of North America                     | BMW 3.0 CSL                     | G                 | 59                | 3368.035 km       | IMSA GT Championship                                      |
| 1977  | Fevereiro 5 Fevereiro 6 | Hurley Haywood John Graves Dave Helmick                                                                   | Ecurie EsCargot                          | Porsche Carrera RSR             | G                 | 43                | 4208.499 km       | Campeonato Mundial para Construtores IMSA GT Championship |
| 1978  | Fevereiro 4 Fevereiro 5 | Peter Gregg Rolf Stommelen Toine Hezemans                                                                 | Brumos Porsche                           | Porsche 935/77                  | G                 | 99                | 4202.319 km       | World Championship of Makes IMSA GT Championship          |
| 1979  | Fevereiro 3 Fevereiro 4 | Hurley Haywood Ted Field Danny Ongais                                                                     | Interscope Racing                        | Porsche 935/79                  | G                 | 0                 | 4227.039 km       | World Championship of Makes IMSA GT Championship          |
| 1980  | Fevereiro 2 Fevereiro 3 | Rolf Stommelen Volkert Merl Reinhold Joest                                                                | L&M Joest Racing                         | Porsche 935J                    | D                 | 2                 | 4418.615 km       | World Championship of Makes IMSA GT Championship          |
| 1981  | Janeiro 31 Fevereiro 1  | Bobby Rahal Brian Redman Bob Garretson                                                                    | Garretson Racing/Style Auto              | Porsche 935 K3                  | G                 | 9                 | 4375.355 km       | World Endurance Championship IMSA GT Championship         |
| 1982  | Janeiro 30 Janeiro 31   | John Paul, Sr. John Paul Jr. Rolf Stommelen                                                               | JLP Racing                               | Porsche 935 JLP-3               | G                 | 18                | 4443.334 km       | IMSA GT Championship                                      |
| 1983  | Fevereiro 5 Fevereiro 6 | A. J. Foyt Preston Henn Bob Wollek Claude Ballot-Lena                                                     | Henn's Swap Shop Racing                  | Porsche 935L                    | G                 | 6                 | 3819.167 km       | IMSA GT Championship                                      |
| 1984  | Fevereiro 4 Fevereiro 5 | Sarel van der Merwe Tony Martin Graham Duxbury                                                            | Kreepy Krauly Racing                     | March 83G-Porsche               | G                 | 00                | 3986.023 km       | IMSA GT Championship                                      |
| 1985  | Fevereiro 2 Fevereiro 3 | A. J. Foyt Bob Wollek Al Unser Thierry Boutsen                                                            | Henn's Swap Shop Racing                  | Porsche 962                     | G                 | 8                 | 4027.673 km       | IMSA GT Championship                                      |
| 1986  | Fevereiro 1 Fevereiro 2 | Al Holbert Derek Bell Al Unser, Jr.                                                                       | Löwenbräu Holbert Racing                 | Porsche 962                     | G                 | 14                | 4079.236 km       | IMSA GT Championship                                      |
| 1987  | Janeiro 31 Fevereiro 1  | Al Holbert Derek Bell Chip Robinson Al Unser, Jr.                                                         | Löwenbräu Holbert Racing                 | Porsche 962                     | G                 | 14                | 4314.136 km       | IMSA GT Championship                                      |
| 1988  | Janeiro 30 Janeiro 31   | Raul Boesel Martin Brundle John Nielsen Jan Lammers                                                       | Castrol Jaguar Racing (TWR)              | Jaguar XJR-9                    | D                 | 60                | 4170.905 km       | IMSA GT Championship                                      |
| 1989  | Fevereiro 4 Fevereiro 5 | John Andretti Derek Bell Bob Wollek                                                                       | Miller/BFGoodrich Busby Racing           | Porsche 962                     | BF                | 67                | 3557.873 kmA      | IMSA GT Championship                                      |
| 1990  | Fevereiro 3 Fevereiro 4 | Davy Jones Jan Lammers Andy Wallace                                                                       | Castrol Jaguar Racing (TWR)              | Jaguar XJR-12D                  | G                 | 61                | 4359.970 km       | IMSA GT Championship                                      |
| 1991  | Fevereiro 2 Fevereiro 3 | Hurley Haywood "John Winter" Frank Jelinski Henri PesCarolo Bob Wollek                                    | Joest Racing                             | Porsche 962C                    | G                 | 7                 | 4119.341 km       | IMSA GT Championship                                      |
| 1992  | Fevereiro 1 Fevereiro 2 | Masahiro Hasemi Kazuyoshi Hoshino Toshio Suzuki                                                           | Nissan Motorsports Intl.                 | Nissan R91CP                    | G                 | 23                | 4365.700 km       | IMSA GT Championship                                      |
| 1993  | Janeiro 30 Janeiro 31   | P. J. Jones Mark Dismore Rocky Moran                                                                      | All American Racers                      | Toyota Eagle MkIII              | G                 | 99                | 3999.027 km       | IMSA GT Championship                                      |
| 1994  | Fevereiro 5 Fevereiro 6 | Paul Gentilozzi Scott Pruett Butch Leitzinger Steve Millen                                                | Cunningham Racing                        | Nissan 300ZX                    | Y                 | 76                | 4050.090 km       | IMSA GT Championship                                      |
| 1995  | Fevereiro 4 Fevereiro 5 | Jürgen Lässig Christophe Bouchut Giovanni Lavaggi Marco Werner                                            | Kremer Racing                            | Kremer K8 Spyder-Porsche        | G                 | 10                | 3953.192 km       | IMSA GT Championship                                      |
| 1996  | Fevereiro 3 Fevereiro 4 | Wayne Taylor Scott Sharp Jim Pace                                                                         | Doyle Racing                             | Riley & Scott Mk III-Oldsmobile | D                 | 4                 | 3993.298 km       | IMSA GT Championship                                      |
| 1997  | Fevereiro 1 Fevereiro 2 | Rob Dyson James Weaver Butch Leitzinger Andy Wallace John Paul Jr. Elliott Forbes-Robinson John Schneider | Dyson Racing                             | Riley & Scott Mk III-Ford       | G                 | 16                | 3953.192 km       | IMSA GT Championship                                      |
| 1998  | Janeiro 31 Fevereiro 1  | Mauro Baldi Arie Luyendyk Giampiero Moretti Didier Theys                                                  | Doran-Moretti Racing                     | Ferrari 333 SP                  | Y                 | 30                | 4073.507 km       | U.S. Road Racing Championship                             |
| 1999  | Janeiro 30 Janeiro 31   | Elliott Forbes-Robinson Butch Leitzinger Andy Wallace                                                     | Dyson Racing Equipa Inc.                 | Riley & Scott Mk III-Ford       | G                 | 20                | 4056.319 km       | U.S. Road Racing Championship                             |
| 2000  | Fevereiro 5 Fevereiro 6 | Olivier Beretta Dominique Dupuy Karl Wendlinger                                                           | Viper Equipa Oreca                       | Dodge Viper GTS-R               | M                 | 91                | 4142.258 km       | Rolex Sports Car Series                                   |
| 2001  | Fevereiro 3 Fevereiro 4 | Ron Fellows Chris Kneifel Franck Fréon Johnny O'Connell                                                   | Corvette Racing                          | Chevrolet Corvette C5-R         | G                 | 2                 | 3758.398 km       | Rolex Sports Car Series                                   |
| 2002  | Fevereiro 2 Fevereiro 3 | Didier Theys Fredy Lienhard Max Papis Mauro Baldi                                                         | Doran Lista Racing                       | Dallara SP1-Judd                | G                 | 27                | 4102.153 km       | Rolex Sports Car Series                                   |
| 2003  | Fevereiro 1 Fevereiro 2 | Kevin Buckler Michael Schrom Timo Bernhard Jörg Bergmeister                                               | The Racer's Group                        | Porsche 911 GT3-RS              | D                 | 66                | 3981.839 km       | Rolex Sports Car Series                                   |
| 2004  | Janeiro 31 Fevereiro 1  | Christian Fittipaldi Terry Borcheller Forest Barber Andy Pilgrim                                          | Bell Motorsports                         | Doran JE4-Pontiac               | G                 | 54                | 3013.98 kmA       | Rolex Sports Car Series                                   |
| 2005  | Fevereiro 5 Fevereiro 6 | Max Angelelli Wayne Taylor Emmanuel Collard                                                               | SunTrust Racing                          | Riley MkXI-Pontiac              | H                 | 10                | 4068.300 kmA      | Rolex Sports Car Series                                   |
| 2006  | Janeiro 28 Janeiro 29   | Scott Dixon Dan Wheldon Casey Mears                                                                       | Target Chip Ganassi Racing               | Riley MkXI-Lexus                | H                 | 02                | 4205.82 km        | Rolex Sports Car Series                                   |
| 2007  | Janeiro 27 Janeiro 28   | Juan Pablo Montoya Salvador Durán Scott Pruett                                                            | Telmex Chip Ganassi Racing               | Riley MkXI-Lexus                | P                 | 01                | 3826.972 km       | Rolex Sports Car Series                                   |
| 2008  | Janeiro 26 Janeiro 27   | Juan Pablo Montoya Dario Franchitti Scott Pruett Memo Rojas                                               | Telmex Chip Ganassi Racing               | Riley MkXI-Lexus                | P                 | 01                | 3981.839 km       | Rolex Sports Car Series                                   |
| 2009  | 24-25 Janeiro           | David Donohue Antonio García Darren Law Buddy Rice                                                        | Brumos Racing                            | Riley MkXI-Porsche              | P                 | 58                | 4211.009 km       | Rolex Sports Car Series                                   |
| 2010  | 30-31 Janeiro           | João Barbosa Terry Borcheller Ryan Dalziel Mike Rockenfeller                                              | Action Express Racing                    | Riley MkXI-Porsche              | P                 | 9                 | 4326.15 km        | Rolex Sports Car Series                                   |
| 2011  | 29-30 Janeiro           | Joey Hand Graham Rahal Scott Pruett Memo Rojas                                                            | Telmex Chip Ganassi Racing               | Riley MkXX-BMW                  | C                 | 01                | 4125.60 km        | Rolex Sports Car Series                                   |
| 2012  | 28-29 Janeiro           | A. J. Allmendinger Oswaldo Negri John Pew Justin Wilson                                                   | Michael Shank Racing with Curb-Agajanian | Riley MkXXVI-Ford               | C                 | 60                | 4359.97 km        | Rolex Sports Car Series                                   |
| 2013  | 26-27 Janeiro           | Juan Pablo Montoya Charlie Kimball Scott Pruett Memo Rojas                                                | Chip Ganassi Racing                      | Riley MkXXVI-BMW                | C                 | 01                | 4,062.05 km       | Rolex Sports Car Series                                   |
| 2014  | 25-26 Janeiro           | João Barbosa Christian Fittipaldi Sébastien Bourdais                                                      | Action Express Racing                    | Coyote-Corvette DP              | C                 | 5                 | 3981.839 kmA      | IMSA SportsCar Championship                               |
| 2015  | 24-25 Janeiro           | Scott Dixon Tony Kanaan Kyle Larson Jamie McMurray                                                        | Chip Ganassi Racing                      | Riley MkXXVI-Ford               | C                 | 02                | 4239.656 km       | IMSA SportsCar Championship                               |
| 2016  | 30-31 Janeiro           | Ed Brown Johannes van Overbeek Scott Sharp Pipo Derani                                                    | Tequila Patrón ESM                       | Ligier JS P2-Honda              | C                 | 02                | 4216.739 km       | IMSA SportsCar Championship                               |
| 2017  | 28-29 Janeiro           | Jeff Gordon Jordan Taylor Ricky Taylor Max Angelelli                                                      | Wayne Taylor Racing                      | Cadillac DPi-VR                 | C                 | 10                | 4216.739 km       | IMSA SportsCar Championship                               |
| 2018  | 27-28 Janeiro           | Filipe Albuquerque João Barbosa Christian Fittipaldi                                                      | Action Express Racing                    | Cadillac DPi-VR                 | C                 | 5                 | 4628.224 km       | IMSA SportsCar Championship                               |
| 2019  | 26-27 Janeiro           | Jordan Taylor Fernando Alonso Renger van der Zande Kamui Kobayashi                                        | Wayne Taylor Racing                      | Cadillac DPi-VR                 | M                 | 10                | 3236.52 kmA       | IMSA SportsCar Championship                               |
| 2020  | 25-26 Janeiro           | Scott Dixon Ryan Briscoe Renger van der Zande Kamui Kobayashi                                             | Wayne Taylor Racing                      | Cadillac DPi-VR                 | M                 | 10                | 4772.49 kmB       | IMSA SportsCar Championship                               |
| 2021  | 30-31 Janeiro           | Filipe Albuquerque Hélio Castroneves Ricky Taylor Alexander Rossi                                         | Wayne Taylor Racing                      | Acura ARX-05                    | M                 | 10                | 4623.52 kmB       | IMSA SportsCar Championship                               |
| 2022  | 29-30 Janeiro           | Tom Blomqvist Hélio Castroneves Oliver Jarvis Simon Pagenaud                                              | Meyer Shank Racing w/ Curb-Agajanian     | Acura ARX-05                    | M                 | 60                | 4359.97 km        | IMSA SportsCar Championship                               |
| 2023  | 28-29 Janeiro           | Tom Blomqvist Hélio Castroneves Colin Braun Simon Pagenaud                                                | Meyer Shank Racing w/ Curb-Agajanian     | Acura ARX-06                    | M                 | 60                | 4486.01 km        | IMSA SportsCar Championship                               |
| 2024  | 27-28 Janeiro           | Dane Cameron Felipe Nasr Matt Campbel Josef Newgarden                                                     | Porsche Penske Motorsport                | Porsche 963                     | M                 | 7                 | 4531.85 km        | IMSA SportsCar Championship                               |
| 2025  | 25-26 Janeiro           | Felipe Nasr Nick Tandy Laurens Vanthoor                                                                   | Porsche Penske Motorsport                | Porsche 963                     | M                 | 7                 | 4475.14 km        | IMSA SportsCar Championship                               |
| [ 1 ] |                         | |                                          |                                 |                   |                   |                   |                                                           |

↑A  As corridas foram interrompidas com bandeira vermelha devido a más condições climatéricas ou acidentes graves. A contagem do tempo não parou durante esse período.
↑B  Record para a distância máxima

## Estatísticas

### Construtores
Porsche tem o maior número de vitórias como construtor, 22, conquistadas com vários modelos, incluindo em variantes dos modelos de estrada 911, 935 e 996. A Porsche também possui o recorde de 11 vitórias consecutivas entre 1977 e 1987 e venceu 18 de 23 corridas entre 1968 e 1991.
| Rank | Construtor    | Vitórias | Anos                                                                      |
| ---- | ------------- | -------- | ------------------------------------------------------------------------- |
| 1    | Porsche       | 20       | 1968, 1970–71, 1973, 1975, 1977–83, 1985–87, 1989, 1991, 2003, 2024, 2025 |
| 2    | Riley         | 10       | 2005–13, 2015                                                             |
| 3    | Ferrari       | 5        | 1963–64, 1967, 1972, 1998                                                 |
| 3    | Dallara       | 5        | 2002, 2017–20                                                             |
| 5    | Riley & Scott | 3        | 1996–97, 1999                                                             |
| 6    | Ford          | 2        | 1965–66                                                                   |
| 6    | Jaguar        | 2        | 1988, 1990                                                                |
| 6    | Nissan        | 2        | 1992, 1994                                                                |
| 6    | Acura         | 2        | 2021, 2022                                                                |
| 10   | Lotus         | 1        | 1962                                                                      |
| 10   | Lola          | 1        | 1969                                                                      |
| 10   | BMW           | 1        | 1976                                                                      |
| 10   | March         | 1        | 1984                                                                      |
| 10   | Toyota        | 1        | 1993                                                                      |
| 10   | Kremer        | 1        | 1995                                                                      |
| 10   | Dodge         | 1        | 2000                                                                      |
| 10   | Chevrolet     | 1        | 2001                                                                      |
| 10   | Doran         | 1        | 2004                                                                      |
| 10   | Coyote        | 1        | 2014                                                                      |
| 10   | Ligier        | 1        | 2016                                                                      |

### Fabricantes de Motores
Juntamente com as 18 vitórias como fabricante de motor e chassis, a Porsche tem quatro vitórias como fornecedor de motor apenas (utilizado em chassis de outro fabricante), em 1984, 1995, e duas na era dos Daytona Prototype em 2009 e 2010.
| Rank | Fabricante Motor | Vitórias | Anos                                                                            |
| ---- | ---------------- | -------- | ------------------------------------------------------------------------------- |
| 1    | Porsche          | 24       | 1968, 1970–71, 1973, 1975, 1977–87, 1989, 1991, 1995, 2003, 2009–10, 2024, 2025 |
| 2    | Ford             | 6        | 1965–66, 1997, 1999, 2012, 2015                                                 |
| 3    | Ferrari          | 5        | 1963–64, 1967, 1972, 1998                                                       |
| 4    | Cadillac         | 4        | 2017–20                                                                         |
| 5    | BMW              | 3        | 1976, 2011, 2013                                                                |
| 5    | Chevrolet        | 3        | 1969, 2001, 2014                                                                |
| 5    | Lexus            | 3        | 2006–08                                                                         |
| 5    | Acura            | 3        | 2021, 2022, 2023                                                                |
| 8    | Jaguar           | 2        | 1988, 1990                                                                      |
| 8    | Nissan           | 2        | 1992, 1994                                                                      |
| 8    | Pontiac          | 2        | 2004, 2005                                                                      |
| 12   | Coventry Climax  | 1        | 1962                                                                            |
| 12   | Toyota           | 1        | 1993                                                                            |
| 12   | Oldsmobile       | 1        | 1996                                                                            |
| 12   | Dodge            | 1        | 2000                                                                            |
| 12   | Judd             | 1        | 2002                                                                            |
| 12   | Honda            | 1        | 2016                                                                            |

### Pilotos com mais vitórias à Geral
| Rank | Piloto                  | Vitórias | Anos                         |
| ---- | ----------------------- | -------- | ---------------------------- |
| 1    | Hurley Haywood          | 5        | 1973, 1975, 1977, 1979, 1991 |
| 1    | Scott Pruett            | 5        | 1994, 2007, 2008, 2011, 2013 |
| 3    | Pedro Rodríguez         | 4        | 1963, 1964, 1970, 1971       |
| 3    | Bob Wollek              | 4        | 1983, 1985, 1989, 1991       |
| 3    | Peter Gregg             | 4        | 1973, 1975, 1976, 1978       |
| 3    | Rolf Stommelen          | 4        | 1968, 1978, 1980, 1982       |
| 7    | Brian Redman            | 3        | 1970, 1976, 1981             |
| 7    | Andy Wallace            | 3        | 1990, 1997, 1999             |
| 7    | Butch Leitzinger        | 3        | 1994, 1997, 1999             |
| 7    | Derek Bell              | 3        | 1986, 1987, 1989             |
| 7    | Juan Pablo Montoya      | 3        | 2007, 2008, 2013             |
| 7    | Memo Rojas              | 3        | 2008, 2011, 2013             |
| 7    | Christian Fittipaldi    | 3        | 2004, 2014, 2018             |
| 7    | João Barbosa            | 3        | 2010, 2014, 2018             |
| 7    | Scott Dixon             | 3        | 2006, 2015, 2020             |
| 7    | Helio Castroneves       | 3        | 2021, 2022, 2023             |
| 17   | Ken Miles               | 2        | 1965, 1966                   |
| 17   | Lloyd Ruby              | 2        | 1965, 1966                   |
| 17   | A. J. Foyt              | 2        | 1983, 1985                   |
| 17   | Al Holbert              | 2        | 1986, 1987                   |
| 17   | Al Unser, Jr.           | 2        | 1986, 1987                   |
| 17   | Jan Lammers             | 2        | 1988, 1990                   |
| 17   | John Paul, Jr.          | 2        | 1982, 1997                   |
| 17   | Elliott Forbes-Robinson | 2        | 1997, 1999                   |
| 17   | Mauro Baldi             | 2        | 1998, 2002                   |
| 17   | Didier Theys            | 2        | 1998, 2002                   |
| 17   | Wayne Taylor            | 2        | 1996, 2005                   |
| 17   | Terry Borcheller        | 2        | 2004, 2010                   |
| 17   | Scott Sharp             | 2        | 1996, 2016                   |
| 17   | Max Angelelli           | 2        | 2005, 2017                   |
| 17   | Jordan Taylor           | 2        | 2017, 2019                   |
| 17   | Renger van der Zande    | 2        | 2019, 2020                   |
| 17   | Kamui Kobayashi         | 2        | 2019, 2020                   |
| 17   | Ricky Taylor            | 2        | 2017, 2021                   |
| 17   | Filipe Albuquerque      | 2        | 2018, 2021                   |
| 17   | Simon Pagenaud          | 2        | 2022, 2023                   |
| 17   | Tom Blomqvist           | 2        | 2022, 2023                   |
| 17   | Felipe Nasr             | 2        | 2024, 2025                   |